# Goniosoma xanthophthalmum
Goniosoma xanthophthalmum is een hooiwagen uit de familie Gonyleptidae.